# Хольста тема (Хольста перетворення)
Те́ма Хольста — тема в шаховій композиції в триходівці або багатоходівці. Суть теми — в хибній спробі білі намагаються втілити головний план атаки, але чорні спростовують цю спробу шляхом перетворення свого пішака в певну фігуру. В дійсній грі білі змушують чорних перетворити свого пішака в іншу фігуру, після цього білі проводять головний план атаки.

## Історія
Цю ідею запропонував в кінці ХІХ століття данський шаховий композитор Віктор Хольст (16.08.1844 — 25.03.1924). Перша задача задача з таким задумом була складена в 1886 році.
Чорні мають можливість перетворити свого пішака в фігуру, яка заважає білим втілити головний план атаки, тобто хибну спробу чорні спростовують перетворенням свого пішака в незручну для білих фігуру, як правило сильну — ферзя чи туру. В дійсній грі білі попередньо змушують чорних перетворити свого прохідного пішака в фігуру, яка б не заважала білим, це як правило, є перетворення в слабшу фігуру, частіше —  в коня, після чого білим ніщо не заважає провести атаку для досягнення мети, головний план білих втілено.
Ідея дістала назву — тема Хольста, в деяких виданнях ідея має назву — перетворення Хольста.
|   | a | b | c | d | e | f | g | h |   |
| 8 | g8 чорний кінь · a7 чорний пішак · h7 чорний слон · c5 білий слон · a4 білий ферзь · c4 білий король · d3 чорний пішак · g3 чорний пішак · h3 білий кінь · a2 чорний пішак · c2 чорний пішак · e2 чорний король · g2 чорний пішак · c1 біла тура | g8 чорний кінь · a7 чорний пішак · h7 чорний слон · c5 білий слон · a4 білий ферзь · c4 білий король · d3 чорний пішак · g3 чорний пішак · h3 білий кінь · a2 чорний пішак · c2 чорний пішак · e2 чорний король · g2 чорний пішак · c1 біла тура | g8 чорний кінь · a7 чорний пішак · h7 чорний слон · c5 білий слон · a4 білий ферзь · c4 білий король · d3 чорний пішак · g3 чорний пішак · h3 білий кінь · a2 чорний пішак · c2 чорний пішак · e2 чорний король · g2 чорний пішак · c1 біла тура | g8 чорний кінь · a7 чорний пішак · h7 чорний слон · c5 білий слон · a4 білий ферзь · c4 білий король · d3 чорний пішак · g3 чорний пішак · h3 білий кінь · a2 чорний пішак · c2 чорний пішак · e2 чорний король · g2 чорний пішак · c1 біла тура | g8 чорний кінь · a7 чорний пішак · h7 чорний слон · c5 білий слон · a4 білий ферзь · c4 білий король · d3 чорний пішак · g3 чорний пішак · h3 білий кінь · a2 чорний пішак · c2 чорний пішак · e2 чорний король · g2 чорний пішак · c1 біла тура | g8 чорний кінь · a7 чорний пішак · h7 чорний слон · c5 білий слон · a4 білий ферзь · c4 білий король · d3 чорний пішак · g3 чорний пішак · h3 білий кінь · a2 чорний пішак · c2 чорний пішак · e2 чорний король · g2 чорний пішак · c1 біла тура | g8 чорний кінь · a7 чорний пішак · h7 чорний слон · c5 білий слон · a4 білий ферзь · c4 білий король · d3 чорний пішак · g3 чорний пішак · h3 білий кінь · a2 чорний пішак · c2 чорний пішак · e2 чорний король · g2 чорний пішак · c1 біла тура | g8 чорний кінь · a7 чорний пішак · h7 чорний слон · c5 білий слон · a4 білий ферзь · c4 білий король · d3 чорний пішак · g3 чорний пішак · h3 білий кінь · a2 чорний пішак · c2 чорний пішак · e2 чорний король · g2 чорний пішак · c1 біла тура | 8 |
| 7 | g8 чорний кінь · a7 чорний пішак · h7 чорний слон · c5 білий слон · a4 білий ферзь · c4 білий король · d3 чорний пішак · g3 чорний пішак · h3 білий кінь · a2 чорний пішак · c2 чорний пішак · e2 чорний король · g2 чорний пішак · c1 біла тура | g8 чорний кінь · a7 чорний пішак · h7 чорний слон · c5 білий слон · a4 білий ферзь · c4 білий король · d3 чорний пішак · g3 чорний пішак · h3 білий кінь · a2 чорний пішак · c2 чорний пішак · e2 чорний король · g2 чорний пішак · c1 біла тура | g8 чорний кінь · a7 чорний пішак · h7 чорний слон · c5 білий слон · a4 білий ферзь · c4 білий король · d3 чорний пішак · g3 чорний пішак · h3 білий кінь · a2 чорний пішак · c2 чорний пішак · e2 чорний король · g2 чорний пішак · c1 біла тура | g8 чорний кінь · a7 чорний пішак · h7 чорний слон · c5 білий слон · a4 білий ферзь · c4 білий король · d3 чорний пішак · g3 чорний пішак · h3 білий кінь · a2 чорний пішак · c2 чорний пішак · e2 чорний король · g2 чорний пішак · c1 біла тура | g8 чорний кінь · a7 чорний пішак · h7 чорний слон · c5 білий слон · a4 білий ферзь · c4 білий король · d3 чорний пішак · g3 чорний пішак · h3 білий кінь · a2 чорний пішак · c2 чорний пішак · e2 чорний король · g2 чорний пішак · c1 біла тура | g8 чорний кінь · a7 чорний пішак · h7 чорний слон · c5 білий слон · a4 білий ферзь · c4 білий король · d3 чорний пішак · g3 чорний пішак · h3 білий кінь · a2 чорний пішак · c2 чорний пішак · e2 чорний король · g2 чорний пішак · c1 біла тура | g8 чорний кінь · a7 чорний пішак · h7 чорний слон · c5 білий слон · a4 білий ферзь · c4 білий король · d3 чорний пішак · g3 чорний пішак · h3 білий кінь · a2 чорний пішак · c2 чорний пішак · e2 чорний король · g2 чорний пішак · c1 біла тура | g8 чорний кінь · a7 чорний пішак · h7 чорний слон · c5 білий слон · a4 білий ферзь · c4 білий король · d3 чорний пішак · g3 чорний пішак · h3 білий кінь · a2 чорний пішак · c2 чорний пішак · e2 чорний король · g2 чорний пішак · c1 біла тура | 7 |
| 6 | g8 чорний кінь · a7 чорний пішак · h7 чорний слон · c5 білий слон · a4 білий ферзь · c4 білий король · d3 чорний пішак · g3 чорний пішак · h3 білий кінь · a2 чорний пішак · c2 чорний пішак · e2 чорний король · g2 чорний пішак · c1 біла тура | g8 чорний кінь · a7 чорний пішак · h7 чорний слон · c5 білий слон · a4 білий ферзь · c4 білий король · d3 чорний пішак · g3 чорний пішак · h3 білий кінь · a2 чорний пішак · c2 чорний пішак · e2 чорний король · g2 чорний пішак · c1 біла тура | g8 чорний кінь · a7 чорний пішак · h7 чорний слон · c5 білий слон · a4 білий ферзь · c4 білий король · d3 чорний пішак · g3 чорний пішак · h3 білий кінь · a2 чорний пішак · c2 чорний пішак · e2 чорний король · g2 чорний пішак · c1 біла тура | g8 чорний кінь · a7 чорний пішак · h7 чорний слон · c5 білий слон · a4 білий ферзь · c4 білий король · d3 чорний пішак · g3 чорний пішак · h3 білий кінь · a2 чорний пішак · c2 чорний пішак · e2 чорний король · g2 чорний пішак · c1 біла тура | g8 чорний кінь · a7 чорний пішак · h7 чорний слон · c5 білий слон · a4 білий ферзь · c4 білий король · d3 чорний пішак · g3 чорний пішак · h3 білий кінь · a2 чорний пішак · c2 чорний пішак · e2 чорний король · g2 чорний пішак · c1 біла тура | g8 чорний кінь · a7 чорний пішак · h7 чорний слон · c5 білий слон · a4 білий ферзь · c4 білий король · d3 чорний пішак · g3 чорний пішак · h3 білий кінь · a2 чорний пішак · c2 чорний пішак · e2 чорний король · g2 чорний пішак · c1 біла тура | g8 чорний кінь · a7 чорний пішак · h7 чорний слон · c5 білий слон · a4 білий ферзь · c4 білий король · d3 чорний пішак · g3 чорний пішак · h3 білий кінь · a2 чорний пішак · c2 чорний пішак · e2 чорний король · g2 чорний пішак · c1 біла тура | g8 чорний кінь · a7 чорний пішак · h7 чорний слон · c5 білий слон · a4 білий ферзь · c4 білий король · d3 чорний пішак · g3 чорний пішак · h3 білий кінь · a2 чорний пішак · c2 чорний пішак · e2 чорний король · g2 чорний пішак · c1 біла тура | 6 |
| 5 | g8 чорний кінь · a7 чорний пішак · h7 чорний слон · c5 білий слон · a4 білий ферзь · c4 білий король · d3 чорний пішак · g3 чорний пішак · h3 білий кінь · a2 чорний пішак · c2 чорний пішак · e2 чорний король · g2 чорний пішак · c1 біла тура | g8 чорний кінь · a7 чорний пішак · h7 чорний слон · c5 білий слон · a4 білий ферзь · c4 білий король · d3 чорний пішак · g3 чорний пішак · h3 білий кінь · a2 чорний пішак · c2 чорний пішак · e2 чорний король · g2 чорний пішак · c1 біла тура | g8 чорний кінь · a7 чорний пішак · h7 чорний слон · c5 білий слон · a4 білий ферзь · c4 білий король · d3 чорний пішак · g3 чорний пішак · h3 білий кінь · a2 чорний пішак · c2 чорний пішак · e2 чорний король · g2 чорний пішак · c1 біла тура | g8 чорний кінь · a7 чорний пішак · h7 чорний слон · c5 білий слон · a4 білий ферзь · c4 білий король · d3 чорний пішак · g3 чорний пішак · h3 білий кінь · a2 чорний пішак · c2 чорний пішак · e2 чорний король · g2 чорний пішак · c1 біла тура | g8 чорний кінь · a7 чорний пішак · h7 чорний слон · c5 білий слон · a4 білий ферзь · c4 білий король · d3 чорний пішак · g3 чорний пішак · h3 білий кінь · a2 чорний пішак · c2 чорний пішак · e2 чорний король · g2 чорний пішак · c1 біла тура | g8 чорний кінь · a7 чорний пішак · h7 чорний слон · c5 білий слон · a4 білий ферзь · c4 білий король · d3 чорний пішак · g3 чорний пішак · h3 білий кінь · a2 чорний пішак · c2 чорний пішак · e2 чорний король · g2 чорний пішак · c1 біла тура | g8 чорний кінь · a7 чорний пішак · h7 чорний слон · c5 білий слон · a4 білий ферзь · c4 білий король · d3 чорний пішак · g3 чорний пішак · h3 білий кінь · a2 чорний пішак · c2 чорний пішак · e2 чорний король · g2 чорний пішак · c1 біла тура | g8 чорний кінь · a7 чорний пішак · h7 чорний слон · c5 білий слон · a4 білий ферзь · c4 білий король · d3 чорний пішак · g3 чорний пішак · h3 білий кінь · a2 чорний пішак · c2 чорний пішак · e2 чорний король · g2 чорний пішак · c1 біла тура | 5 |
| 4 | g8 чорний кінь · a7 чорний пішак · h7 чорний слон · c5 білий слон · a4 білий ферзь · c4 білий король · d3 чорний пішак · g3 чорний пішак · h3 білий кінь · a2 чорний пішак · c2 чорний пішак · e2 чорний король · g2 чорний пішак · c1 біла тура | g8 чорний кінь · a7 чорний пішак · h7 чорний слон · c5 білий слон · a4 білий ферзь · c4 білий король · d3 чорний пішак · g3 чорний пішак · h3 білий кінь · a2 чорний пішак · c2 чорний пішак · e2 чорний король · g2 чорний пішак · c1 біла тура | g8 чорний кінь · a7 чорний пішак · h7 чорний слон · c5 білий слон · a4 білий ферзь · c4 білий король · d3 чорний пішак · g3 чорний пішак · h3 білий кінь · a2 чорний пішак · c2 чорний пішак · e2 чорний король · g2 чорний пішак · c1 біла тура | g8 чорний кінь · a7 чорний пішак · h7 чорний слон · c5 білий слон · a4 білий ферзь · c4 білий король · d3 чорний пішак · g3 чорний пішак · h3 білий кінь · a2 чорний пішак · c2 чорний пішак · e2 чорний король · g2 чорний пішак · c1 біла тура | g8 чорний кінь · a7 чорний пішак · h7 чорний слон · c5 білий слон · a4 білий ферзь · c4 білий король · d3 чорний пішак · g3 чорний пішак · h3 білий кінь · a2 чорний пішак · c2 чорний пішак · e2 чорний король · g2 чорний пішак · c1 біла тура | g8 чорний кінь · a7 чорний пішак · h7 чорний слон · c5 білий слон · a4 білий ферзь · c4 білий король · d3 чорний пішак · g3 чорний пішак · h3 білий кінь · a2 чорний пішак · c2 чорний пішак · e2 чорний король · g2 чорний пішак · c1 біла тура | g8 чорний кінь · a7 чорний пішак · h7 чорний слон · c5 білий слон · a4 білий ферзь · c4 білий король · d3 чорний пішак · g3 чорний пішак · h3 білий кінь · a2 чорний пішак · c2 чорний пішак · e2 чорний король · g2 чорний пішак · c1 біла тура | g8 чорний кінь · a7 чорний пішак · h7 чорний слон · c5 білий слон · a4 білий ферзь · c4 білий король · d3 чорний пішак · g3 чорний пішак · h3 білий кінь · a2 чорний пішак · c2 чорний пішак · e2 чорний король · g2 чорний пішак · c1 біла тура | 4 |
| 3 | g8 чорний кінь · a7 чорний пішак · h7 чорний слон · c5 білий слон · a4 білий ферзь · c4 білий король · d3 чорний пішак · g3 чорний пішак · h3 білий кінь · a2 чорний пішак · c2 чорний пішак · e2 чорний король · g2 чорний пішак · c1 біла тура | g8 чорний кінь · a7 чорний пішак · h7 чорний слон · c5 білий слон · a4 білий ферзь · c4 білий король · d3 чорний пішак · g3 чорний пішак · h3 білий кінь · a2 чорний пішак · c2 чорний пішак · e2 чорний король · g2 чорний пішак · c1 біла тура | g8 чорний кінь · a7 чорний пішак · h7 чорний слон · c5 білий слон · a4 білий ферзь · c4 білий король · d3 чорний пішак · g3 чорний пішак · h3 білий кінь · a2 чорний пішак · c2 чорний пішак · e2 чорний король · g2 чорний пішак · c1 біла тура | g8 чорний кінь · a7 чорний пішак · h7 чорний слон · c5 білий слон · a4 білий ферзь · c4 білий король · d3 чорний пішак · g3 чорний пішак · h3 білий кінь · a2 чорний пішак · c2 чорний пішак · e2 чорний король · g2 чорний пішак · c1 біла тура | g8 чорний кінь · a7 чорний пішак · h7 чорний слон · c5 білий слон · a4 білий ферзь · c4 білий король · d3 чорний пішак · g3 чорний пішак · h3 білий кінь · a2 чорний пішак · c2 чорний пішак · e2 чорний король · g2 чорний пішак · c1 біла тура | g8 чорний кінь · a7 чорний пішак · h7 чорний слон · c5 білий слон · a4 білий ферзь · c4 білий король · d3 чорний пішак · g3 чорний пішак · h3 білий кінь · a2 чорний пішак · c2 чорний пішак · e2 чорний король · g2 чорний пішак · c1 біла тура | g8 чорний кінь · a7 чорний пішак · h7 чорний слон · c5 білий слон · a4 білий ферзь · c4 білий король · d3 чорний пішак · g3 чорний пішак · h3 білий кінь · a2 чорний пішак · c2 чорний пішак · e2 чорний король · g2 чорний пішак · c1 біла тура | g8 чорний кінь · a7 чорний пішак · h7 чорний слон · c5 білий слон · a4 білий ферзь · c4 білий король · d3 чорний пішак · g3 чорний пішак · h3 білий кінь · a2 чорний пішак · c2 чорний пішак · e2 чорний король · g2 чорний пішак · c1 біла тура | 3 |
| 2 | g8 чорний кінь · a7 чорний пішак · h7 чорний слон · c5 білий слон · a4 білий ферзь · c4 білий король · d3 чорний пішак · g3 чорний пішак · h3 білий кінь · a2 чорний пішак · c2 чорний пішак · e2 чорний король · g2 чорний пішак · c1 біла тура | g8 чорний кінь · a7 чорний пішак · h7 чорний слон · c5 білий слон · a4 білий ферзь · c4 білий король · d3 чорний пішак · g3 чорний пішак · h3 білий кінь · a2 чорний пішак · c2 чорний пішак · e2 чорний король · g2 чорний пішак · c1 біла тура | g8 чорний кінь · a7 чорний пішак · h7 чорний слон · c5 білий слон · a4 білий ферзь · c4 білий король · d3 чорний пішак · g3 чорний пішак · h3 білий кінь · a2 чорний пішак · c2 чорний пішак · e2 чорний король · g2 чорний пішак · c1 біла тура | g8 чорний кінь · a7 чорний пішак · h7 чорний слон · c5 білий слон · a4 білий ферзь · c4 білий король · d3 чорний пішак · g3 чорний пішак · h3 білий кінь · a2 чорний пішак · c2 чорний пішак · e2 чорний король · g2 чорний пішак · c1 біла тура | g8 чорний кінь · a7 чорний пішак · h7 чорний слон · c5 білий слон · a4 білий ферзь · c4 білий король · d3 чорний пішак · g3 чорний пішак · h3 білий кінь · a2 чорний пішак · c2 чорний пішак · e2 чорний король · g2 чорний пішак · c1 біла тура | g8 чорний кінь · a7 чорний пішак · h7 чорний слон · c5 білий слон · a4 білий ферзь · c4 білий король · d3 чорний пішак · g3 чорний пішак · h3 білий кінь · a2 чорний пішак · c2 чорний пішак · e2 чорний король · g2 чорний пішак · c1 біла тура | g8 чорний кінь · a7 чорний пішак · h7 чорний слон · c5 білий слон · a4 білий ферзь · c4 білий король · d3 чорний пішак · g3 чорний пішак · h3 білий кінь · a2 чорний пішак · c2 чорний пішак · e2 чорний король · g2 чорний пішак · c1 біла тура | g8 чорний кінь · a7 чорний пішак · h7 чорний слон · c5 білий слон · a4 білий ферзь · c4 білий король · d3 чорний пішак · g3 чорний пішак · h3 білий кінь · a2 чорний пішак · c2 чорний пішак · e2 чорний король · g2 чорний пішак · c1 біла тура | 2 |
| 1 | g8 чорний кінь · a7 чорний пішак · h7 чорний слон · c5 білий слон · a4 білий ферзь · c4 білий король · d3 чорний пішак · g3 чорний пішак · h3 білий кінь · a2 чорний пішак · c2 чорний пішак · e2 чорний король · g2 чорний пішак · c1 біла тура | g8 чорний кінь · a7 чорний пішак · h7 чорний слон · c5 білий слон · a4 білий ферзь · c4 білий король · d3 чорний пішак · g3 чорний пішак · h3 білий кінь · a2 чорний пішак · c2 чорний пішак · e2 чорний король · g2 чорний пішак · c1 біла тура | g8 чорний кінь · a7 чорний пішак · h7 чорний слон · c5 білий слон · a4 білий ферзь · c4 білий король · d3 чорний пішак · g3 чорний пішак · h3 білий кінь · a2 чорний пішак · c2 чорний пішак · e2 чорний король · g2 чорний пішак · c1 біла тура | g8 чорний кінь · a7 чорний пішак · h7 чорний слон · c5 білий слон · a4 білий ферзь · c4 білий король · d3 чорний пішак · g3 чорний пішак · h3 білий кінь · a2 чорний пішак · c2 чорний пішак · e2 чорний король · g2 чорний пішак · c1 біла тура | g8 чорний кінь · a7 чорний пішак · h7 чорний слон · c5 білий слон · a4 білий ферзь · c4 білий король · d3 чорний пішак · g3 чорний пішак · h3 білий кінь · a2 чорний пішак · c2 чорний пішак · e2 чорний король · g2 чорний пішак · c1 біла тура | g8 чорний кінь · a7 чорний пішак · h7 чорний слон · c5 білий слон · a4 білий ферзь · c4 білий король · d3 чорний пішак · g3 чорний пішак · h3 білий кінь · a2 чорний пішак · c2 чорний пішак · e2 чорний король · g2 чорний пішак · c1 біла тура | g8 чорний кінь · a7 чорний пішак · h7 чорний слон · c5 білий слон · a4 білий ферзь · c4 білий король · d3 чорний пішак · g3 чорний пішак · h3 білий кінь · a2 чорний пішак · c2 чорний пішак · e2 чорний король · g2 чорний пішак · c1 біла тура | g8 чорний кінь · a7 чорний пішак · h7 чорний слон · c5 білий слон · a4 білий ферзь · c4 білий король · d3 чорний пішак · g3 чорний пішак · h3 білий кінь · a2 чорний пішак · c2 чорний пішак · e2 чорний король · g2 чорний пішак · c1 біла тура | 1 |
|   | a | b | c | d | e | f | g | h |   |

FEN: 6n1/p6b/8/2B5/Q1K5/3p2pN/p1p1k1p1/2R5
1. Kc3? ~ 2. Qg4, Sg1#, 1. … a1Q+!
1. Kb3! ~ 2. Sg1 Kd2 3. Qf4#
    1. … a1S+ 2. Kc3! Bf5 3. Sg1#
В хибній спробі білі ходом короля на поле «с3» включають свого ферзя на четверту горизонталь і створюється загроза атаки, але чорні спростовують цей хід, перетворюючи прохідного пішака в ферзя. До мети веде інший хід королем на поле «b3», змушуючи чорних перетворити пішака на коня. Після цього білий король іде на поле, яке недосяжне для чорного коня, і тепер білі без перешкод можуть втілити головний план.